# 澳大利亚印钞公司
澳大利亚印钞公司 （NPA），位于墨尔本的克莱基伯恩， 是澳大利亚储备银行的全资子公司，并且在1998年7月公司化。澳大利亚印钞公司作为联邦银行的子公司，它于1913年成立，为澳大利亚印刷纸币。在为澳大利亚印刷了75年纸币以后，澳大利亚印钞公司在1988年推出了第一种塑质钞票技术。澳大利亚印钞公司负责生产纸币和护照。
根据澳大利亚储备银行出版的一本小册子，人们可以预约参观印钞公司的展示长廊。

## 外部連結
- 官方网站